# Aegiphila
Aegiphila, rod drveća i grmova iz porodice Lamiaceae raširen od Meksika i Floride na jug do Urugvaja i sjeverne Argentine. Postoji 141 priznata vrsta, a tipična je A. martinicensis.
Rod je opisan 1767

## Vrste
1. Aegiphila aculeifera Moldenke
2. Aegiphila alba Moldenke
3. Aegiphila anomala Pittier
4. Aegiphila aracaensis Aymard & Cuello
5. Aegiphila arcta Moldenke
6. Aegiphila australis Moldenke
7. Aegiphila bogotensis (Spreng.) Moldenke
8. Aegiphila boliviana Moldenke
9. Aegiphila brachiata Vell.
10. Aegiphila bracteolosa Moldenke
11. Aegiphila brenesii Hammel
12. Aegiphila buchtienii Moldenke
13. Aegiphila capitata Moldenke
14. Aegiphila casseliiformis Schauer
15. Aegiphila catatumbensis Moldenke
16. Aegiphila caucensis Moldenke
17. Aegiphila caymanensis Moldenke
18. Aegiphila cephalophora Standl.
19. Aegiphila conturbata Moldenke
20. Aegiphila cordata Poepp.
21. Aegiphila cordifolia (Ruiz & Pav.) Moldenke
22. Aegiphila coriacea Moldenke
23. Aegiphila costaricensis Moldenke
24. Aegiphila cuatrecasasii Moldenke
25. Aegiphila cuneata Moldenke
26. Aegiphila dentata Moldenke
27. Aegiphila deppeana Steud.
28. Aegiphila duckei Moldenke
29. Aegiphila elata Sw.
30. Aegiphila elegans Moldenke
31. Aegiphila elongata Moldenke
32. Aegiphila exiguiflora Moldenke
33. Aegiphila falcata Donn.Sm.
34. Aegiphila farinosa Moldenke
35. Aegiphila fasciculata Donn.Sm.
36. Aegiphila fendleri Moldenke
37. Aegiphila ferruginea Hayek & Spruce
38. Aegiphila filipes Mart. & Schauer
39. Aegiphila floribunda Moritz & Moldenke
40. Aegiphila fluminensis Vell.
41. Aegiphila foetida Sw.
42. Aegiphila froesii Moldenke
43. Aegiphila glabrata Moldenke
44. Aegiphila glomerata Benth.
45. Aegiphila gloriosa Moldenke
46. Aegiphila goeldiana Huber & Moldenke
47. Aegiphila goudotiana Moldenke
48. Aegiphila grandis Moldenke
49. Aegiphila graveolens Mart. & Schauer
50. Aegiphila hastingsiana Moldenke
51. Aegiphila herzogii Moldenke
52. Aegiphila hirsuta Moldenke
53. Aegiphila hirsutissima Moldenke
54. Aegiphila hoehnei Moldenke
55. Aegiphila hystricina Aymard & Cuello
56. Aegiphila insignis Moldenke
57. Aegiphila integrifolia (Jacq.) B.D.Jacks.
58. Aegiphila intermedia Moldenke
59. Aegiphila killipii Moldenke
60. Aegiphila laeta Kunth
61. Aegiphila laevis (Aubl.) J.F.Gmel.
62. Aegiphila lanata Moldenke
63. Aegiphila laxiflora Benth.
64. Aegiphila lehmannii Moldenke
65. Aegiphila lewisiana Moldenke
66. Aegiphila longifolia Turcz.
67. Aegiphila longipetiolata Moldenke
68. Aegiphila lopez-palacii Moldenke
69. Aegiphila loretensis Moldenke
70. Aegiphila luschnathii Schauer
71. Aegiphila macrantha Ducke
72. Aegiphila martinicensis Jacq.
73. Aegiphila mediterranea Vell.
74. Aegiphila medullosa Moldenke
75. Aegiphila membranacea Turcz.
76. Aegiphila microcalycina Moldenke
77. Aegiphila minasensis Moldenke
78. Aegiphila moldenkeana López-Pal.
79. Aegiphila mollis Kunth
80. Aegiphila monstrosa Moldenke
81. Aegiphila montana Moldenke
82. Aegiphila monticola Moldenke
83. Aegiphila mortonii Moldenke
84. Aegiphila multiflora Ruiz & Pav.
85. Aegiphila narinensis Rueda
86. Aegiphila nervosa Urb.
87. Aegiphila novofrifurgensis Moldenke
88. Aegiphila novogranatensis Moldenke
89. Aegiphila obducta Vell.
90. Aegiphila obovata Andrews
91. Aegiphila obtusa Urb.
92. Aegiphila odontophylla Donn.Sm.
93. Aegiphila ovata Moldenke
94. Aegiphila panamensis Moldenke
95. Aegiphila paraguariensis Briq.
96. Aegiphila pauciflora Standl.
97. Aegiphila pavoniana Moldenke
98. Aegiphila pennellii Moldenke
99. Aegiphila pernambucensis Moldenke
100. Aegiphila perplexa Moldenke
101. Aegiphila peruviana Turcz.
102. Aegiphila plicata Urb.
103. Aegiphila pulcherrima Moldenke
104. Aegiphila purpurascens Moldenke
105. Aegiphila quararibeana Rueda
106. Aegiphila quinduensis (Kunth) Moldenke
107. Aegiphila racemosa Vell.
108. Aegiphila riedeliana Schauer
109. Aegiphila rimbachii Moldenke
110. Aegiphila roraimensis Moldenke
111. Aegiphila saltensis Legname
112. Aegiphila salticola Moldenke
113. Aegiphila scandens Moldenke
114. Aegiphila schimpffii Moldenke
115. Aegiphila skutchii Moldenke
116. Aegiphila smithii Moldenke
117. Aegiphila sordida Moldenke
118. Aegiphila spicata (Rusby) Moldenke
119. Aegiphila spruceana Moldenke
120. Aegiphila standleyi Moldenke
121. Aegiphila steinbachii Moldenke
122. Aegiphila sufflava Moldenke
123. Aegiphila swartziana Urb.
124. Aegiphila sylvatica Moldenke
125. Aegiphila ternifolia (Kunth) Moldenke
126. Aegiphila trifida Sw.
127. Aegiphila triflora Moldenke
128. Aegiphila truncata Moldenke
129. Aegiphila uasadiana J.R.Grande
130. Aegiphila ulei (Hayek) B.Walln.
131. Aegiphila umbraculiformis Moldenke
132. Aegiphila uniflora Urb.
133. Aegiphila valerii Standl.
134. Aegiphila vallensis Moldenke
135. Aegiphila velutinosa Moldenke
136. Aegiphila venezuelensis Moldenke
137. Aegiphila verticillata Vell.
138. Aegiphila villosa (Aubl.) J.F.Gmel.
139. Aegiphila vitelliniflora Klotzsch
140. Aegiphila volubilis Moldenke
141. Aegiphila wigandioides Lundell